# 格赖萨克
格赖萨克（法語：Graissac，法語發音：[ɡʁɛsak]）是法国阿韦龙省的一个旧市镇，属于罗德兹区。

## 地理
格赖萨克（44°45'56"N, 2°46'46"E）面积22.42 平方千米，位于法国奧克西塔尼大區阿韦龙省，该省份为法国南部内陆省份，位于法國中央高原南部，北起顺时针与康塔爾省、洛泽尔省、加尔省、埃罗省、塔恩省、塔恩-加龙省和洛特省接壤。
与格赖萨克接壤的市镇（或旧市镇、城区）包括：康图万、于帕尔拉克、阿尔让克河畔圣热纳维耶夫、圣桑福里安-德泰尼耶尔、拉泰里斯、维阿代恩地区维特拉克、阿尔让斯和欧布拉克。
格赖萨克的时区为UTC+01:00、UTC+02:00（夏令时）。

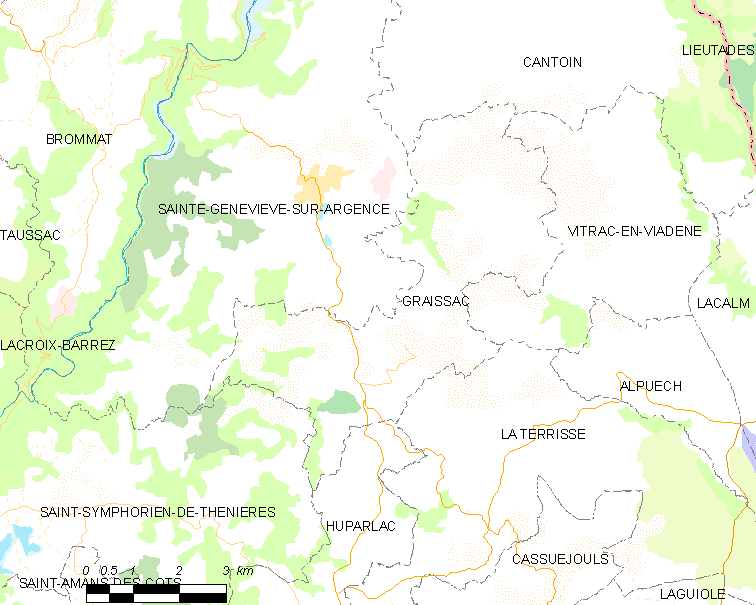
格赖萨克的OSM定位图

## 行政
格赖萨克的邮政编码为12420，INSEE市镇编码为12112。

## 政治
格赖萨克所属的省级选区为欧布拉克-卡尔拉代斯县。

## 人口

1962-2008年间格赖萨克人口变化图示

格赖萨克于2018年1月1日时的人口数量为177人。